# 지연손해금
지연손해금이란 지체에 빠진 채무자가 채권자에게 그 지연으로 인한 손해의 배상을 말한다.